# Олександрівська сільська рада (Томашпільський район)
| Олександрівська сільська рада — колишній орган місцевого самоврядування у Томашпільському районі Вінницької області з адміністративним центром у с. Олександрівка. Сільській раді підпорядковані населені пункти: - с. Олександрівка - с. Благодатне - с. Забіляни |

## Склад ради
Рада складається з 14 депутатів та голови.

## Керівний склад сільської ради
| ПІБ                           | Основні відомості                                                               | Дата обрання | Дата звільнення |
| ----------------------------- | ------------------------------------------------------------------------------- | ------------ | --------------- |
| Чувпенюк Василь Олександрович | Сільський голова, 1964 року народження, освіта, безпартійний                    | 26.03.2006   | 31.10.2010      |
| Чувпенюк Василь Олександрович | Сільський голова, 1964 року народження, освіта середня спеціальна, безпартійний | 31.10.2010   |                 |

Примітка: таблиця складена за даними джерела